# Weissmies
El Weissmies  és una muntanya de 4.023 metres que es troba a la regió del Valais a Suïssa.